# Боброво (Усвятский район)
Боброво — деревня в Усвятском районе Псковской области России. Входит в состав сельского поселения «Усвятская волость».

## География
Находится на юге региона, в северо-западной части района, возле озера Узмень, в 6 км от райцентра и волостного центра — пгт Усвяты.
Уличная сеть не развита.

## История
В соответствии с Законом Псковской области от 28 февраля 2005 года № 420-ОЗ деревня Боброво вошла в состав образованного муниципального образования Усвятская волость.

## Население
| 2001 | 2002 | 2010 |
| ---- | ---- | ---- |
| 8    | ↘7   | ↗10  |

## Инфраструктура
Свиноводческая площадка ООО «Великолукский свиноводческий комплекс».

## Транспорт
Ходит рейсовый автобус «Усвяты — Боброво».